# Couvent des Cordeliers de Chartres
Le couvent des Cordeliers est un monument historique situé à Chartres dans le département français d'Eure-et-Loir en région Centre-Val de Loire.

## Histoire
Un premier couvent a été détruit en 1568 lors du siège de la ville.
Il a été reconstruit en 1570. Le portail, situé 42 rue Saint-Michel, date de 1572 et la chapelle de 1576.
L'ancien couvent bénéficie de multiples inscriptions au titre des monuments historiques :
- Les façades et toitures, les galeries du cloître, le mur subsistant de la chapelle fermant la cour du cloître sont inscrits depuis le 9 mars 1979 ;
- Le portail de l'ancien couvent des Cordeliers, certains sols, les façades et toitures de tous les éléments bâtis du lycée de 1887 sont inscrits depuis le 2 mars 2000.

## Aujourd'hui
Cet ancien couvent fait partie des bâtiments affectés au lycée Marceau, à l'exception du cloître, qui accueille depuis 2003 l'école nationale de musique et de danse de Chartres.

### Liens
- Ressource relative à l'architecture :   - Mérimée